# 臺北市立中正國民中學
臺北市立中正國民中學（英語：Taipei Municipal Zhongzheng Junior High School）簡稱中正國中，位於中華民國臺北市中正區的一所市立國民中學。

## 校史
1979年，奉准設立籌備處於金華國中內，調派鍾明樟先生為主任，積極展開校地徵收及住戶、地上物拆遷調查及補償工作，同時進行建校規劃設計。1983年8月，正式成立「台北市立中正國民中學」。2024年學校榮獲教育局優質學校獎，更新校門及圍牆，並新建活動中心電梯。

## 歷任校長

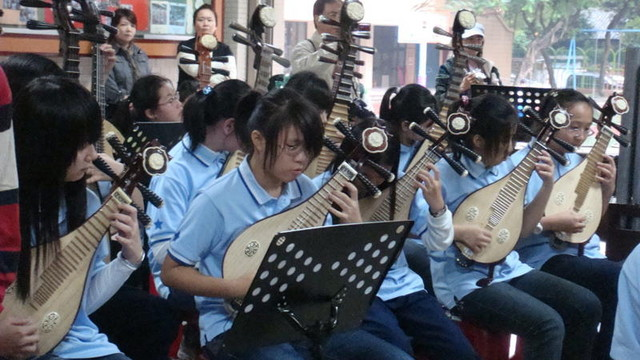
國樂團演奏

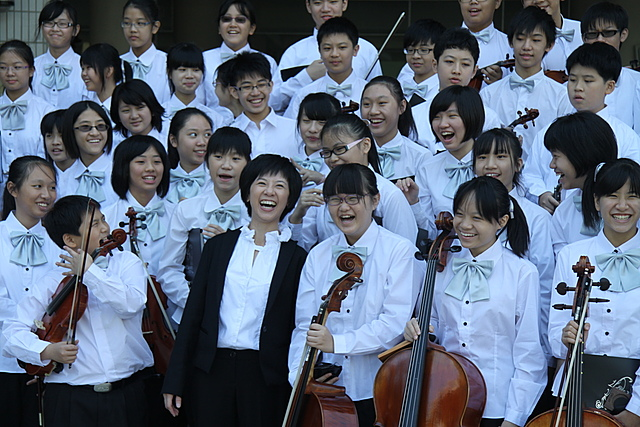
弦樂團演奏

籌備時：
| 任別 | 姓名   | 任期                                        |
| ---- | ------ | ------------------------------------------- |
| 1    | 鍾明樟 | 民國68年（1979年）8月~民國69年（1980年）8月 |

建校後：
| 任別 | 姓名   | 任期                                          |
| ---- | ------ | --------------------------------------------- |
| 1    | 鍾明樟 | 民國69年（1980年）8月~民國77年（1988年）7月   |
| 2    | 林慶龍 | 民國77年（1988年）8月~民國80年（1991年）7月   |
| 3    | 郭明傳 | 民國80年（1991年）8月~民國82年（1993年）7月   |
| 4    | 陳世昌 | 民國82年（1993年）8月~民國85年（1996年）1月   |
| 5    | 黃裕城 | 民國85年（1996年）2月~民國88年（1999年）7月   |
| 6    | 吳忠基 | 民國88年（1999年）8月~民國93年（2004年）7月   |
| 7    | 黃仁相 | 民國93年（2004年）8月~民國97年（2008年）7月   |
| 8    | 楊淑萍 | 民國97年（2008年）8月~民國101年（2012年）7月  |
| 9    | 余國珍 | 民國101年（2012年）8月~民國109年（2020年）7月 |
| 10   | 陳玲玲 | 民國109年（2020年）8月~民國112年（2023年）7月 |
| 11   | 林泰安 | 民國112年（2023年）8月~現任                   |